# Livre d'heures noir (Pierpont Morgan Library)
 (août 2012).
Pour les articles homonymes, voir Livre d'heures noir.
Le livre d'heures noir est un livre d'heures médiéval qui est appelé ainsi en raison du fond noir des pages obtenu par un bain de teinture. Ce livre d'heures, qui a été composé à Bruges en 1475 dans l'entourage de Willem Vrelant, représente un chef-d'œuvre de l'art de l'enluminure gothique. Il a été commandé par un personnage inconnu de la Cour de Bourgogne. Il est conservé à la Pierpont Morgan Library de New York.

## Description
Ce livre d'heures est un des sept manuscrits sur parchemin ou vélin noir survivants de nos jours. Comme les autres, il a été composé dans les Flandres durant la seconde moitié du XVe siècle. Cette rareté s'explique par le coût exorbitant de la technique de trempage des feuillets dans la teinture ferro-gallique et le caractère extrêmement corrosif de cette dernière. Comme la plupart de ces ouvrages, les feuillets du livre noir sont donc cassants et le maintien du manuscrit sous forme de codex pose des problèmes de conservation. Ayant la chance d'avoir été composé sur un parchemin de moindre qualité, car plus épais, que les autres, il demeure cependant le seul encore relié à ce jour.
Il est composé de 121 feuillets de 17 cm sur 12 cm avec du texte et quatorze miniatures de pleine plage, quinze grandes lettrines et de nombreuses petites lettrines, ainsi que 138 bordures. Il s'agit d'un livre d'heures avec calendrier comprenant un office de la croix, un du Saint-Esprit, deux offices de la Vierge, des psaumes et une liturgie des morts. Les liturgies de la Vierge dominent largement l'ensemble. Contrairement à ce qui a parfois été prétendu, les heures noires ne constituent donc pas un dévotionnaire particulièrement axé sur le deuil ou la pénitence. Leur décor à fond noir tient plus d'un effet de mode lié au goût pour cette couleur qu'à une dominante macabre.
Les textes sont rédigés en à l'encre de plomb pour le corps de texte et à l'encre d'or pour les têtes de chapitre. Les lettrines sont peintes à l'encre et à la feuille d'or sur fond de peinture verte. La réglure est réalisée à l'encre d'or et se manifeste avec contraste dans les pages sans bordures. Ces dernières représentent des rinceaux de feuillages agrémentés de fleurs, de drôleries et de fruits réalisés en a-plats et en hachures d'encre d'or sur le fond noir laissé à nu. Les miniatures, à l'or, à la céruse et aux couleurs en suspension développent une technique très différente de l'enluminure traditionnelle puisqu'il s'agit ici de prendre le fond noir de la page comme base et d'y ajouter les tons de plus en plus clairs. Chevelures, éléments d'architecture et drapés sont donc traités sous la forme de simples traits de couleur ou d'or plus ou moins espacés et épais pour simuler le relief et les ombres. À l'inverse les rares zones de pleine couleur que sont les visages et certains vêtements se détachent avec force du fond. Si la composition d'ensemble, avec sa cohérence chromatique et ses forts contrastes, est saisissante, le travail des miniatures est cependant un peu en dessous de la virtuosité technique du manuscrit de Vienne ou du bifolio du Louvre.

## Miniatures
Le manuscrit comporte quatorze miniatures en pleine page illustrant la vie de la Vierge et du Christ ainsi que l'année liturgique.
- fol 14v : la crucifixion (en regard du début des matines de la croix)
- fol 18v : la pentecôte (en regard du début des matines du Saint-Esprit)
- fol 22v : la vierge à l'enfant (en regard du début de la messe de la Vierge)
- fol 29v : l'annonciation (en regard du début des heures de la Vierge)
- fol 39v : la visitation
- fol 50v : la nativité
- fol 54v : l'annonciation aux bergers
- fol 58v : l'adoration des mages
- fol 62v : le massacre des innocents
- fol 66v : la fuite en Égypte
- fol 72v : le couronnement de la vierge
- fol 76v : David en prière (en regard du début des psaumes)
- fol 93v : la résurrection de Lazare (en regard du début des vigiles des morts)
- fol 98v : une scène de funérailles (en regard du début des matines des morts)

## Source
- (de) Cet article est partiellement ou en totalité issu de l’article de Wikipédia en allemand intitulé « Schwarzes Stundenbuch » (voir la liste des auteurs).